# Wyścig Szlakiem Bursztynowym
Wyścig Kolarski Szlakiem Bursztynowym (Hellena Tour, Energa Tour, Kalisz-Konin) – polski etapowy wyścig kolarski. Rozgrywany jest w woj. łódzkim i woj. wielkopolskim w kwietniu.
Wyścig był zaliczany do polskiego cyklu wyścigowego ProLiga. Nie jest wpisany do kalendarza UCI i nie posiada kategorii UCI.
W wyścigu startują polskie grupy kolarskie, kluby kolarskie, zagraniczne grupy kolarskie, reprezentacje regionalne oraz kolarze niezrzeszeni.
Organizatorem wyścigu jest klub sportowy Kaliskie Towarzystwo Kolarskie.

## Edycje
| Edycja | Termin          | Kategoria UCI | Miejsce              | Dystans  | Źródło |
| ------ | --------------- | ------------- | -------------------- | -------- | ------ |
| 13     | 6-9.04.1995     | bez kat.      | Żerków - Kalisz      |          | [ 1 ]  |
| 14     | 16-18.04.1998   | bez kat.      | Kobyla Góra - Kalisz | 377 km   | [ 2 ]  |
| 15     | 9-11.04.1999    | bez kat.      | Żerków - Kalisz      | 383 km   | [ 3 ]  |
| 16     | 14-16.04.2000   | bez kat.      | Wieruszów - Kalisz   | 344 km   | [ 4 ]  |
| 17     | 20-22.04.2001   | bez kat.      | Wieruszów - Kalisz   | 360 km   | [ 5 ]  |
| 18     | 11-13.04.2003   | bez kat.      |                      |          | [ 6 ]  |
| 19     | 16-18.04.2004   | bez kat.      |                      |          | [ 7 ]  |
| 20     | 15-17.04.2005   | bez kat.      | Kępno - Kalisz       | 387 km   | [ 8 ]  |
| 21     | 20-24.04.2006   | bez kat.      | Zgierz - Kalisz      | 408 km   | [ 9 ]  |
| 22     | 20-22.04.2007   | bez kat.      | Zgierz - Kalisz      | 298 km   | [ 10 ] |
| 24     | 24-26.04.2009   | bez kat.      | Zgierz - Wieluń      | 428 km   | [ 11 ] |
| 25     | 22-25.04.2010   | bez kat.      | Zgierz - Kalisz      | 509 km   | [ 12 ] |
| 26     | 14-17.04.2011   | bez kat.      | Poddębice - Kalisz   | 518 km   | [ 13 ] |
| 27     | 13-15.04.2012   | bez kat.      | Warta - Kalisz       | 401 km   | [ 14 ] |
| 28     | 12-14.04.2013   | bez kat.      | Warta - Kalisz       | 428 km   | [ 15 ] |
| 29     | 11-13.04.2014   | bez kat.      | Warta - Kalisz       | 478,2 km | [ 16 ] |
| 30     | 17-19.04.2015   | bez kat.      | Warta - Kalisz       | 474 km   | [ 17 ] |
| 31     | 8-10.04.2016    | bez kat.      | Warta - Kalisz       | 440 km   | [ 18 ] |
| 32     | 31.03-2.04.2017 | bez kat.      | Warta - Kalisz       | 445,5 km | [ 19 ] |
| 33     | 13-15.04.2018   | bez kat.      | Warta - Kalisz       | 405,4 km | [ 20 ] |